# Lena Maria Vendelius
Lena Maria Vendelius, tidigare Klingvall, född Johansson 28 september 1968 i Habo församling i dåvarande Skaraborgs län, är en svensk kristen sångerska, mun- och fotmålande konstnär och talare. Hon har även varit framgångsrik simmare inom handikappidrott. 

## Biografi
Vendelius föddes utan armar och med ett ben kortare än det andra. Orsaken till detta är inte klarlagd.

### Idrott
När hon var tre år började hon att simma, och därefter ägnade hon sig under en tid mest åt simhopp. Först vid 15 års ålder kom hon att träna regelbundet, och hon vann 1986 två SM-medaljer. Fjärilsim var hennes primära simsätt.
1986 vann hon två guld och ett brons på VM och slog två världsrekord. 1987 tog hon fyra guld. Vid paralympiska sommarspelen i Seoul 1988 blev hon som bäst fyra. Därefter slutade hon med simningen och lät helt musiken ta överhanden. Emellertid återknöt hon till simningen vid 1998 års paralympiska vinterspel, då hon sjöng vid invigningsceremonin.

### Musik
År 1987–1991 studerade Vendelius vid Stockholms Kungliga Musikhögskola. Hennes musikstil är mångfacetterad; hon sjunger gospel, jazz, country och klassiskt. Hon har genomfört konserter i större delen av världen, och huvudparten av hennes uppträdanden har ägt rum i Japan, Singapore och Thailand där hon gjort cirka 60 turnéer. Som ackompanjatör har oftast pianisten Anders Wihk figurerat. Vendelius har gett ut cirka 50 skivor.
Åren 1997–1998 var Vendelius programledare för musikprogrammet Sjung ut! i TV2. 

### Övrigt
År 2008 startade hon en stiftelse i Thailand, med uppgift att ta hand om fysiskt funktionsnedsatta barn som hamnat utanför den sociala gemenskapen.
Vendelius bedriver även verksamhet som talare, med inriktning på människovärde, identitet och livskvalitet. År 2009 deltog hon vid TED-konferensen i Long Beach i Kalifornien som en av 50 huvudtalare.
Vendelius liv skildras i dokumentären Målet i sikte, producerad 1998 av Sven-Erik Frick och Henrik Burman. 
25 september 2010 var hon huvudgäst i SVT-programmet Här är ditt liv. 8 april 2011 och 1 mars 2015 medverkade hon i SVT:s Så ska det låta.

### Familj
Vendelius var 1995–2006 gift med musikern Björn Klingvall (född 1965). Sedan 2017 är hon gift med Patrik Vendelius.

## Verk

### Svensk diskografi
- Lena Maria & Anders (1991)
- Mitt liv (1993)
- Förunderlig nåd (1995)
- Best Friend (1996)
- Mitt hjärtas sång (1998)
- Pappas pästa (2003)
- 10 år med Lena Maria (2004)
- Himmelska sånger (2006)
- Smile (2008)
- En sommarvind (2009)
- Ett ögonblick (2012)

## Utmärkelser
- 2011: Stipendium från Lennart Magnussons stiftelse för läsarsångernas bevarande[8]
- 2008: H.M. Konungens medalj av 8:e storleken i högblått band[9]
- 2005: Hedersmedborgare i Taiwan
- 2005: Artur Erikson-stipendiet[10]
- 1998: Årets smålänning.[11]